# Roman Jakobson
Roman Osipovič Jakobson (ruski: Рома́н О́сипович Якобсо́н; Moskva, 11. listopada 1896. – Cambridge, Massachusetts, 18. srpnja 1982.) bio je ruski i američki lingvist i književni teoretičar.
Kao pionir strukturalističke lingvistike, Jakobson je bio jedan od najpoznatijih i najutjecajnijih lingvista 20. stoljeća. Uz Nikolaja Trubeckoja razvio je revolucionarne nove tehnike za analizu lingvističkih glasovnih sustava, time osnivajući i suvremenu disciplinu fonologije. Jakobson je zatim slične principe primijenio na druge dijelove jezika, poput sintakse, morfologije i semantike. Uvelike je doprinijeo slavistici, poglavito dvjema istraživanjima ruskog padežnog sustava te analizom kategorija ruskih glagola. Predložio je metode za istraživanje poezije, glazbe, likovne umjetnosti i filma na temelju istraživanja semiotike C. S. Peircea, teorije komunikacije i kibernetike.
Svojim utjecajem na mislioce poput Claudea Lévi-Straussa i Rolanda Barthesa, među ostalima, Jakobson je postao ključna figura u adaptaciji strukturalne analize na znanstvene discpline izvan lingvistike, poput filozofije, antropologije i teorije književnosti. Njegova razrada de Saussureovog strukturalizma bila je temelj jedne od najvećih misaonih struja Europe i SAD-a poslije Drugoga svjetskog rata. Iako je misao strukturalizma zamrla 1970-ih godina, Jakobsonova djela ostala su značajna u lingvističkoj antropologiji, osobito zbog komunikacijske etnografije Della Hymesa i kulturne semiotike Jakobsonova bivšeg studenta Michaela Silversteina. Jakobsonov koncept inherentnih lingivstičkih univerzalija, osobito njegova teorija distinktnih obilježja, bile su odlučujuč utjecaj na rano djelovanje Noama Chomskoga, glavne figure teorijske lingvistike u drugoj polovici 20. stoljeća.

## Djela
- Remarques sur l'évolution phonologique du russe comparée à celle des autres langues slaves. Prague, 1929.[2]
- K charakteristike evrazijskogo jazykovogo sojuza. Prague, 1930.
- Slavische Sprachfragen in der Sovjetunion (Slavische Rundschau, 1934, str. 324–343), with critique by Roman Smal-Stocki.
- Child Language, Aphasia and Phonological Universals, 1941.
- On Linguistic Aspects of Translation, essay, 1959.
- "Closing Statement: Linguistics and Poetics", in Style in Language (ur. Thomas Sebeok), 1960.
- Selected Writings (ur. Stephen Rudy). Haag, Pariz, Mouton, u šest tomova (1971. – 1985,):
  - I. Phonological Studies, 1962;
  - II. Word and Language, 1971;
  - III. The Poetry of Grammar and the Grammar of Poetry, 1980;
  - IV. Slavic Epic Studies, 1966;
  - V. On Verse, Its Masters and Explores, 1978;
  - VI. Early Slavic Paths and Crossroads, 1985;
  - VII. Contributions to Comparative Mythology, 1985;
  - VIII. Major Works 1976–1980. Completion Volume 1, 1988;
  - IX.1.  Completion, Volume 2/Part 1, 2013;
  - IX.1.  Completion, Volume 2/Part 2, 2014.
- Questions de poetique, 1973.
- Six Lectures of Sound and Meaning, 1978.
- The Framework of Language, 1980.
- s Halle M., Fundamentals of Language, 1956.
- s Waugh L., The Sound Shape of Language, 1979.
- s Pomorska K., Dialogues, 1983.
- Verbal Art, Verbal Sign, Verbal Time (ed. Krystyna Pomorska and Stephen Rudy), 1985.
- Language in Literature (ur. Krystyna Pomorska & Stephen Rudy), 1987.
- "Shifters and Verbal Categories". On Language (ur. Linda R. Waugh & Monique Monville-Burston). 1990. 386–392.
- La Génération qui a gaspillé ses poètes, Allia, 2001.

## Vanjske poveznice
- Jakobson, Roman Osipovič, Hrvatska enciklopedija
- Roman Jakobson, Encyclopaedia Britannica